# Коморово (Конінський повіт)
Коморово (пол. Komorowo) — село в Польщі, у гміні Казімеж-Біскупи Конінського повіту Великопольського воєводства.
Населення — 157 осіб (2011).
У 1975-1998 роках село належало до Конінського воєводства.

## Демографія
Демографічна структура станом на 31 березня 2011 року:
|          | Загалом | Допрацездатний вік | Працездатний вік | Постпрацездатний вік |
| -------- | ------- | ------------------ | ---------------- | -------------------- |
| Чоловіки | 76      | 22                 | 47               | 7                    |
| Жінки    | 81      | 23                 | 40               | 18                   |
| Разом    | 157     | 45                 | 87               | 25                   |